# Agostinho Pimenta
Agostinho Pimenta (Ponte da Barca, 3 de maio de 1540 - Setúbal, 14 de março de 1619), mais conhecido como Frei Agostinho da Cruz,  foi um frade e poeta português. Era filho de Catarina Bernardes Pimenta e de João Rodrigues de Araújo, teve onze irmãos, dos quais o mais velho foi, o poeta, Diogo Bernardes.
Por volta dos catorze anos, integra a comitiva da casa do infante D. Duarte, filho de D. Duarte, quarto duque de Guimarães, e D.ª Isabel de Bragança. O infante D. Duarte seria apenas um ano mais novo do que Agostinho Pimenta, pelo que ambos beneficiaram da mesma educação esmerada, rodeados de mestres e fidalgos instruídos.
Com efeito, terá sido neste ambiente palaciego, que Agostinho conheceu e travou amizade com D. Álvaro de Lencastre, que viria a tornar-se no terceiro Duque de Aveiro e padroeiro do Convento de Santa Maria da Arrábida.
| Frei Agostinho da Cruz, Elegia XVI | «Na ribeira do Lima fui nascido, Na do Mondego e Tejo fui criado, E na serra, em que vivo, envelhecido, Onde esperando estou o desejado Fim dos meus longos anos mais vizinho, Quanto de cada vez mais alongado» |

Terá sido ainda nesta fase da vida que se iniciou na senda da poesia, tendo primeiro produzido versos de amor profano, os quais, por desgosto amoroso, terá acabado por queimar. Com efeito, faz menção disso mesmo em versos religiosos que dedica à sua patrona, D.ª Isabel de Bragança:
| «Os versos que cantei importunado Da mocidade cega a quem seguia Queimei (como vergonha me pedia) Chorando por haver tão mal cantado» |

## Vida de frade
Em 3 de Maio de 1560, no dia de Vera Cruz, contando com 20 anos, iniciou o noviciado, sob as ordens do Provincial, Frei Jácome Peregrino, o Tio. Um ano mais tarde, quando se tornou frade arrábido, ao fazer a profissão de fé expressa e oficial, adoptou o nome Frei Agostinho da Cruz aos vinte e um anos de idade .
Escreveu um poema a respeito desse momento da sua vida:
| “Nasci e renasci na casa em dia De Santa-Cruz, da Cruz o nome tenho. Tenho quem nella foi morto por guia, Nas entranhas abertas me sustenho, Que não póde cerrar quem as abria: E quando neste passo me detenho Gemendo e suspirando, não duvido, Que me sare quem foi por mim ferido |

Esta profissão de fé terá sido feita às escondidas do irmão, Diogo Bernardes, que, em correspondência, manifestou o seu desgosto, por Agostinho não lhe ter contado, antes de o facto estar consumado. A historiografia tem vindo a especular que Agostinho poderia ter receado que o irmão mais velho, por quem nutria grande admiração, pudesse demovê-lo de enveredar pela via religiosa. Em todo o caso, há autores modernos que entendem que Diogo Bernardes, não obstante o desgosto, não se terá oposto à profissão de fé de Agostinho, tendo mantido boas relações com ele ao longo da vida.
Professou no Convento de Santa Cruz, em Sintra, onde permaneceu durante cerca de quarenta e cinco anos. Em 1605, no dia 19 de Março, dia de São José, foi para o Convento de São José de Ribamar, em Algés, tendo assumido o cargo de guardião. Mais tarde, ainda nesse ano de 1605, foi autorizado pelo Provincial, Frei António da Assunção, a fazer vida de eremita na Serra da Arrábida. Depois de ter passado seis meses, a viver numa choupana, acabou por aceder aos pedidos do amigo de longa data, o Duque de Aveiro, que para ele mandara construir um eremitério, no âmbito do Convento da Arrábida, mudando-se para esse local e aí permanecendo durante cerca de catorze anos.
Faleceu em 14 de março de 1619, na enfermaria da Anunciada (situada no bairro de Troino, em Setúbal, junto da igreja paroquial homónima). O seu corpo foi sepultado no Convento da Arrábida, junto à Igreja da Arrábida, ao pé da sacristia. A sua campa foi objecto de devoção, tendo algumas gerações de devotos acorrido a ela, para lhe prestar homenagem.

### Motivação
No que respeita à motivação que o levou a envergar o hábito arrábido, há alguma difidência entre os historiadores. Para os autores Ruy Ventura e José Quadros, Agostinho terá ficado entusiasmado pelos relatos alusivos às virtudes e à pregação do arrábido Frei Jácome Peregrino, o Tio, e terá desejado emulá-lo.
Hemetério Arantes, por seu turno, defende que Agostinho teria tomado o hábito por virtude de um desgosto amoroso, que teve na juventude. Ao passo que outros autores, como Pires de Lima e Manuel Gamito desvalorizam qualquer possível desamor que o jovem Agostinho tivesse sofrido, antes sufragando a tese de que teriam sido as injustiças praticadas contra si pelos seus semelhantes, que o teriam levado a abandonar a vida mundana e a envergar o hábito de frade, como refugio. Mais concretamente, alguma grande traição ou alguma difamação grave.
Alguns autores, como Lucília Sombreireiro e Pires Lima, do cotejo dos poemas trocados em correspondência por Agostinho Pimenta, com o irmão, Diogo Bernardes, julgam poder depreender-se que o amigo que teria traído a confiança de Agostinho, seria uma figura nobre de grande importância social na época. Com efeito, Pires Lima aventa inclusive que se tratará do próprio infante D. Duarte, amigo de infância de Agostinho.
É de ressaltar, em todo o caso, que Lucília Sombreireiro, embora reconheça que estes temas têm sido alvo de grande discussão entre os biógrafos do poeta e frade, ao longo dos anos, tende a menorizar a importância destes motivos de natureza mais mundana, defendendo, em vez disso, que a motivação principal que terá levado Agostinho a tornar-se frade, e mais tarde eremita, terá sido a vocação religiosa, que já demonstrava desde longa data.

## Poesia

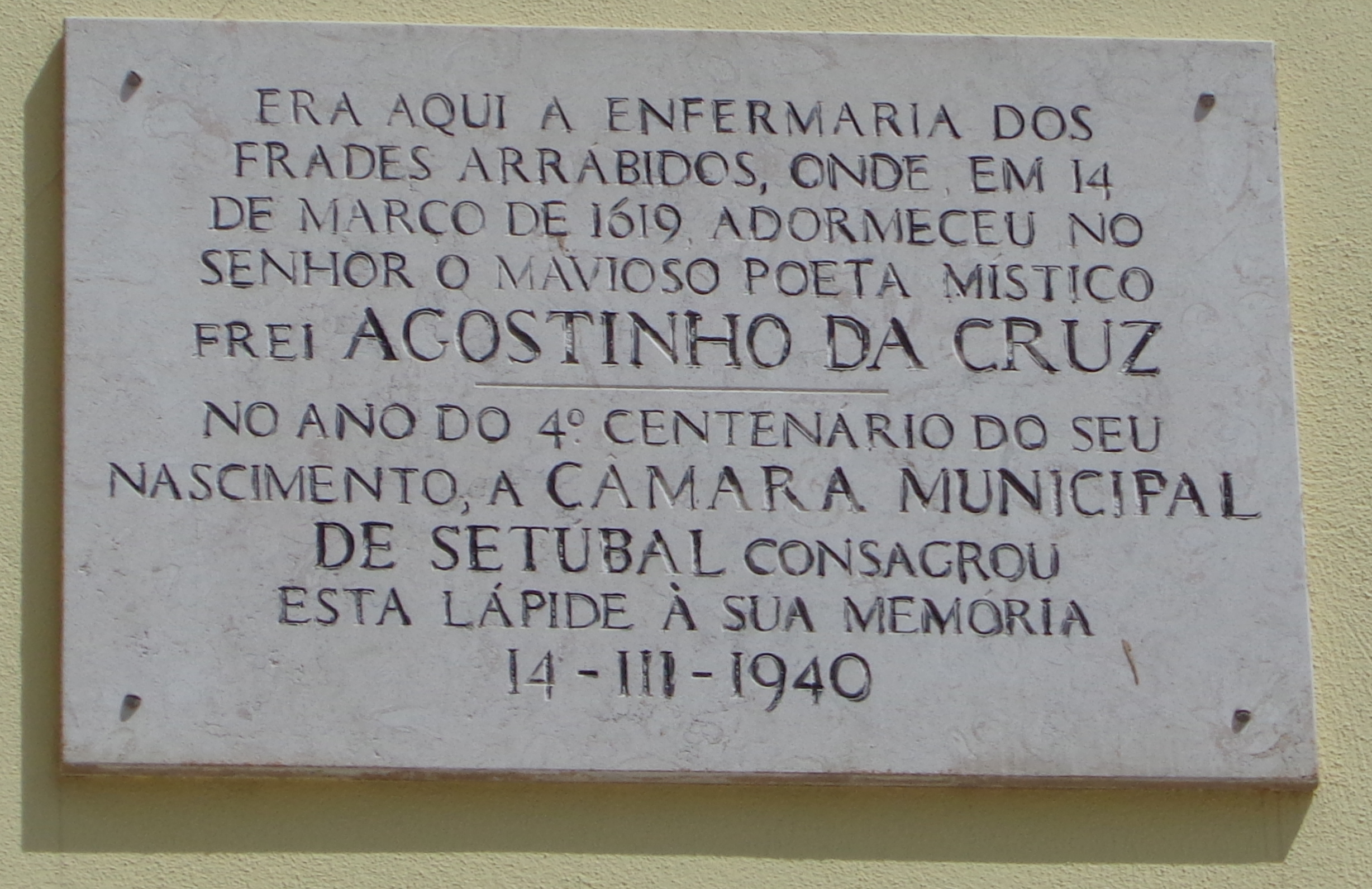

Frei Agostinho da Cruz escreveu elegias, éclogas, odes, endechas e sonetos. As suas obras só vieram a lume no século XVIII com a publicação, em 1728, do Espelho dos Penitentes, e, em 1771, da colectânea Obras. Em 1918 foi publicada uma nova edição, por Mendes dos Remédios, incluindo alguns inéditos entretanto localizados.